# Jordi Petit
|  | Per a altres significats, vegeu «Jordi Petit i Fontserè». |

Jordi Lozano González, més conegut com a Jordi Petit (Barcelona, 14 de juny de 1954), és un escriptor i activista català en defensa dels drets del col·lectiu LGBT. És el president honorífic de la Coordinadora Gai-Lesbiana de Catalunya.

## Trajectòria
El 1967, quan tenia tretze anys, com va testimoniar en una entrevista el 2009, va sofrir els consells d'un guia espiritual de l'Opus Dei que li va imposar el port del cilici i xapes d'ampolles dins de les sabates per expiar el seu “pecat”, quan li havia confessat que era homosexual. Fart d'aquestes experiències, va començar de molt jove la seva militància política contra la dictadura militar de Franco.
Ja havia estat dues vegades a la presó quan va ingressar el 1977 al moviment gai, encara il·legal. De 1980 a 1986 va ser coordinador del Front d'Alliberament Gai de Catalunya (FAGC). En aquest període contribuí a la lluita per retirar l'homosexualitat de la llei de perillositat social, la legalització de les associacions de gais i lesbianes i inicià des de llavors fins al ara una dilatada tasca de representació als mitjans de comunicació, publicació d'articles, etc. Cofundà el 1986 la Coordinadora d'iniciatives Gais (CIG), que es convertiria més tard en la Coordinadora Gai-Lesbiana de Catalunya, de la qual fou secretari general fins al 1999.
En aquest període s'implicà en la lluita contra el VIH/SIDA i la solidaritat amb els gais seropositius, inicià les primeres campanyes d'informació sobre aquesta malaltia i organitzà les primeres edicions del Gran Ball de Solidaritat amb els gais seropositius. El 1992 i 1993 va ser coordinador de la campanya antidiscriminatòria Democràcia és Igualtat, impulsada per onze grans ONG i el Ministeri d'Afers Socials. El seu colpidor espot de televisió Insults va ser guardonat per les Nacions Unides. Participà en la lluita pels drets civils de lesbianes i gais i des de la Coordinadora Gai-Lesbiana contribuí enormement a incloure les parelles homosexuals en la Llei d'Arrendaments Urbans de 1994, així com a castigar les discriminacions per causa d'orientació sexual al Codi Penal de 1995 i en la promulgació de la primera Llei de parelles de fet de les Espanyes a Catalunya, el 1998.
A principis dels anys 1990 passà a tenir càrrecs de rellevància internacional, ja que del 1995 al 1999 és secretari general de la International Lesbian, Gay, Bisexual, Trans and Intersex Association (ILGA) i és reelegit en 1997. Va aconseguir que l'ILGA arribés a l'estatus d'ONG consultiva del Consell d'Europa i és rebut per primera vegada a Ginebra per Mary Robinson, Alta Comissionada per als Drets Humans de les Nacions Unides. El 2001 treballà para un programa antidiscriminatori de l'ONUSIDA.
El 1991 va rebre el vot unànime dels treballadors de l'Ajuntament de Sabadell, quan va introduir al conveni laboral una clàusula que equiparava els beneficis i drets conjugals a les seves parelles de fet, amb independència de la seva orientació sexual. Aquest model de conveni laboral es va replicar arreu de l'Estat espanyol.
El 15 de desembre de 2007 va casar-se amb la seva parella de set anys, el francès Ives Bohic, a l'Ajuntament de Barcelona. Entre els 200 convidats es trobava l'expresident de la Generalitat Pasqual Maragall i la cantant Maria del Mar Bonet.
A partir del 2008 participa en la capçalera de les manifestacions del Pride Barcelona. De fet, va ocupar la capçalera de la primera edició del World Pride, que va tenir lloc a Roma el 2000. El 2017 va ser un dels quatre oradors que van llegir el manifest del World Pride a Madrid, davant més d'un milió d'assistents.

## Trajectòria política
Fou militant i del Comitè Central del PSUC durant el franquisme i militant d'Iniciativa per Catalunya Verds fins al començament de la dècada del 1990. Durant aquests anys, va ser candidat diverses eleccions. Va donar suport a les candidatures de Pasqual Maragall com a candidat per Ciutadans pel Canvi. El 1979, amb els diputats Josep M. Riera (PSUC), Rodolf Guerra (PSC) i Pablo Castellano (PSOE), va intercedir davant d'Adolfo Suárez perquè es retirés l'homosexualitat de la Llei de perillositat social.

## Obres
- De hombre a hombre (1984), poesia
- Amic-amant (1990), llibre de poesia publicat amb el nom de Jordi Lozano[9]
- 25 años mas: una perspectiva sobre el pasado, el presente y futuro del movimiento de gays, lesbianas, bisexuales y transexuales (2003)[10]
- Vidas del arco iris (2004)[11]

## Premis i reconeixements
- Nomenat president honorific de la Coordinadora Gai-Lesbiana (1999)
- Premi especial de la Fundació de Lluita Contra la Sida
- Nomenat president honorífic d'Stop Sida
- Membre Honorífic del Grup d'Amics Gais (GAG)
- Condecorat per les entitats Colectivo de Lesbianas, Gays, Transexuales y Bisexuales de Madrid (COGAM) de Madrid i Lambda de València
- Medalla d'Honor de Barcelona (2000)
- Premi Solidaritat de l'Institut de Drets Humans de Catalunya (2004)[12]
- Creu de Sant Jordi (2008)[13]
- Premi especial de l'entitat Adriano-Antinoo de Sevilla (2017)
- Nomenat membre d'honor de l'Associació Catalana d'Empreses Gais i Lesbianes (ACEGAL), entitat sense ànim de lucre
- Premi Museari de València (2018)[14]
- Premi Esperit Harvey Milk d'Arona (Tenerife)[15]
- Premi "Pluma" de la FELGTB (2019)